# Роуг, Николас
Николас Джек Роуг (англ. Nicolas Jack Roeg [ˈnɪkələs ˈdʒæk ˈroʊɡ]; 15 августа 1928, Лондон — 23 ноября 2018, там же) — британский кинорежиссёр, оператор, сценарист и актёр.

## Биография
Николас Роуг был кинематографистом, проделавшим путь от мальчика с хлопушкой до именитого и уважаемого режиссёра-экспериментатора. За ним водилась слава человека с непримиримой авторской позицией, его фильмы неохотно дают ключи к пониманию их мистической сущности. Он известен как один из самых фанатичных исследователей тёмных сторон человеческой души, людской одержимости, неконтролируемых влечений и инстинктивных страхов.
Роуг достигает первых серьёзных успехов в кино в начале шестидесятых, сняв в новом качестве ряд заметных картин: «Судебные процессы Оскара Уайльда» (The Trials of Oscar Wilde, 1960) Кена Хьюза, «На закате дня» (The Sundowners, 1960) Фреда Циннемана, два фильма Клива Доннера — «Смотритель» (Caretaker, 1963) и «Только лучшее» (Nothing But the Best, 1964), «Смешное происшествие по дороге на Форум» (A Funny Thing Happened on the Way to the Forum, 1966) Ричарда Лестера.
В качестве оператора второй группы он участвовал в съемках знаменитого приключенческого фильма Дэвида Лина «Лоуренс Аравийский» (Lawrence of Arabia, 1962), позднее самостоятельно работал с Франсуа Трюффо — «451 градус по Фаренгейту» (Fahrenheit 451, 1966), Джоном Шлезингером — «Вдали от обезумевшей толпы» (Far from the Madding Crowd, 1967) и Ричардом Лестером — «Петулия» (Petulia, 1967).
Обратила на себя внимание публики и критики работа Роуга в фильме «Маска красной смерти» (Masque of the Red Death, 1964) Роджера Кормэна, известного специалиста по раскрытию талантов.
В операторской работе Николаса Роуга появляются столь ярко выраженные особенности, что самобытность оператора вынуждает одних режиссёров избавляться от него: Дэвид Лин уволил Роуга ещё на этапе подготовки к съемкам «Доктора Живаго» (Doctor Zhivago, 1961), других (как, например, Ричарда Лестера) — вступать в плодотворный союз, признавая творческую значимость.
В 1960-х годах он был активным участником свингующего Лондона, общаясь с музыкантами групп «Битлз» и «Роллинг стоунз», художниками и актёрами, где и познакомился с художником Доналдом Кэммеллем. С ним Роуг в 1968 дебютировал как режиссёр (также был оператором) экстравагантной ленты «Представление» (Performance) — странноватой притчи об обмене личностями — с участием рок-музыканта Мика Джаггера. Общая нонконформистская направленность, обилие постельных и наркотических сцен шокировали компанию Warner Brothers, задержавшую выпуск фильма на два года.
- «Леопард»

Уехав в Австралию, Роуг как режиссёр и оператор снял в 1971 загадочную притчу «Обход» (Walkabout) с доминированием визуального ряда над содержанием, что станет как бы его фирменным стилем на протяжении последующих двадцати лет. Мистический триллер «А теперь не смотри» (Don’t Look Now, 1973), странная фантастическая психологическая драма «Человек, который упал на Землю» (The Man Who Fell To Earth, 1976, с участием обладающего энигматической аурой рок-певца Дэвида Боуи), психопатологическая криминальная мелодрама «Нетерпение чувств» (Bad Timing: A Sensual Obsession, 1980), ироническая философская драма «Незначительность» (Insignificance, 1985, премия Технической комиссии на МКФ в Канне), авантюрная драма «Потерпевшие кораблекрушение» (Castaway, 1986), новелла Бал-маскарад в коллективном проекте «Ария» (Aria, 1987), чёрная комедия-триллер «Путь 29» (Track 29, 1987), мистическая сказка «Ведьмы» (The Witches, 1990) — все они так или иначе отличаются особой, подчас изысканной кинематографической культурой.
Отличительная черта большинства снятых им лент — причудливое видение мира сквозь призму беспорядочных, фрагментарных образов, доминирование изобразительного ряда над повествованием. Со временем его картины все меньше и меньше находили понимания со стороны как зрителей, так и критики, и уже не могли выдержать конкуренции с его прежними работами — выпуск «Эврики» (Eureka, 1983, с участием Микки Рурка) и «Холодного рая» (Cold Heaven, 1991) был ограничен из-за возникших проблем с распространением, а такие работы, как «Полный массаж тела» (Full Body Massage, 1995) и «Отель «Парадиз» (Hotel Paradise, 1995) приближались к заурядным эротически-пикантным фильмам.

## Семья
Супруги — Хэрриетт Хэрпер/Harriett Harper (с 2004), Тереза Рассел/Theresa Russell (1982 — ?, развод, 2 детей, Люк Роуг/Luc Roeg, Шолто Роуг-младший/Sholto J. Roeg), Сьюзен Стефен/Susan Stephen (1957—1977, развод).

## Фильмография
| №  | Название                                           | Варианты перевода | Оригинальное название | Год  | Роль в картине                    |
| -- | -------------------------------------------------- | --- | --- | ---- | --------------------------------- |
| 1  | «Ночной поезд»                                     | | Night Train | 2009 | Режиссёр, Сценарист               |
| 2  | «Приключения молодого Индианы Джонса»              | | Adventures of Young Indiana Jones: Demons of Deception                                                                       | 2007 | Режиссёр                          |
| 3  | «Гриб-дождевик»                                    | | Puffball (в прокате США: Puffball: The Devil’s Eyeball)                                                                      | 2007 | Режиссёр                          |
| 4  | «Звук Клаудии Шифер»                               | | Sound of Claudia Schiffer | 2000 | Режиссёр                          |
| 5  | «Самсон и Далила»                                  | | Samson and Delilah (в прокате Германии: Die Bibel: Samson und Delila)                                                        | 1996 | Режиссёр                          |
| 6  | «Полный массаж тела»                               | | Full Body Massage | 1995 | Режиссёр                          |
| 7  | «Две смерти»                                       | | Two Deaths | 1995 | Режиссёр                          |
| 8  | «Отель «Парадиз»»                                  | «Райский отель, Отель Рай» | Hotel Paradise (в прокате США: Шедевры мировой эротики II /Erotic Tales II)                                                  | 1995 | Режиссёр                          |
| 9  | «Сердце во тьме»                                   | «Сердце тьмы», «Дух тьмы» | Heart of Darkness | 1993 | Режиссёр                          |
| 10 | «Хроники молодого Индианы Джонса»                  | | Young Indiana Jones Chronicles                                                                                               | 1993 | Режиссёр                          |
| 11 | «Холодный рай»                                     | «Холодные небеса», «Бесстрастный свод небес»                                                                                                  | Cold Heaven | 1991 | Режиссёр                          |
| 12 | «Ведьмы»                                           | | Witches | 1990 | Режиссёр                          |
| 13 | «Сладкоголосая птица юности»                       | «Сладкая пташка юности» | Sweet Bird of Youth | 1989 | Режиссёр                          |
| 14 | «Путь 29»                                          | «Трек 29», «Шоссе 29» | Track 29 | 1988 | Режиссёр                          |
| 15 | «Ария»                                             | | Aria | 1987 | Режиссёр, Сценарист               |
| 16 | «Отверженный»                                      | «Потерпевшие кораблекрушение» | Castaway | 1986 | Режиссёр                          |
| 17 | «Ничтожество»                                      | «Безразличие», «Незначительность», «Пустяк»                                                                                                   | Insignificance | 1985 | Режиссёр                          |
| 18 | «Эврика»                                           | «Эурека» | Eureka | 1983 | Режиссёр                          |
| 19 | «Нетерпение чувств»                                | «Не вовремя: чувственная одержимость», «Не то время: чувственная одержимость», «Плохие времена», «Просчёт во времени», «Неудачное совпадение» | Bad Timing (в прокате США: Bad Timing: A Sensual Obsession)                                                                  | 1980 | Режиссёр                          |
| 20 | «Человек, который упал на Землю»                   | | The Man Who Fell to Earth | 1976 | Режиссёр                          |
| 21 | «А теперь не смотри»                               | «Сейчас не смотри» | Don’t Look Now (в прокате Италии: A Venezia… un dicembre rosso shocking)                                                     | 1973 | Режиссёр                          |
| 22 | Glastonbury Fayre                                  | | Glastonbury Fayre | 1972 | Оператор                          |
| 23 | «Обход»                                            | «Бродяжничество», «Прогулка» | Walkabout | 1971 | Режиссёр, Оператор                |
| 24 | «Представление»                                    | «Выступление», «Исполнение» | Performance | 1970 | Режиссёр, Оператор                |
| 25 | «Петулия»                                          | | Petulia | 1968 | Оператор                          |
| 26 | «Вдали от обезумевшей толпы»                       | | Far from the Madding Crowd                                                                                                   | 1967 | Оператор                          |
| 27 | «Казино „Рояль“»                                   | | Casino Royale | 1967 | Кинооператор                      |
| 28 | «Забавная история, случившаяся по дороге на форум» | «Смешное происшествие по дороге на форум» | A Funny Thing Happened on the Way to the Forum                                                                               | 1966 | Оператор                          |
| 29 | «451 градус по Фаренгейту»                         | | Fahrenheit 451 | 1966 | Оператор                          |
| 30 | «Юдифь»                                            | | Judith (в прокате США Conflict)                                                                                              | 1966 | Кинооператор, Ассистент режиссёра |
| 31 | «Доктор Живаго»                                    | | Doctor Zhivago | 1965 | Оператор, недостоверно            |
| 32 | «Каждый день — праздник»                           | | Every Day’s a Holiday (в прокате США: Seaside Swingers, в прокате Великобритании: The Adventures of Tim)                     | 1965 | Оператор                          |
| 33 | «Система»                                          | | The System (в прокате СШАThe Girl-Getters)                                                                                   | 1964 | Оператор                          |
| 34 | «Пятая жертва»                                     | | Victim Five (в прокате США: Code 7, Victim 5, также Table Bay)                                                               | 1964 | Оператор                          |
| 35 | «Маска красной смерти»                             | | Masque of the Red Death | 1964 | Оператор                          |
| 36 | «Только лучшее»                                    | «Только самое лучшее» | Nothing But the Best | 1964 | Оператор                          |
| 37 | Just for Fun                                       | | Just for Fun | 1963 | Оператор                          |
| 38 | «Смотритель»                                       | «Сторож» | Caretaker (в прокате США The Guest)                                                                                          | 1963 | Оператор                          |
| 39 | «Банда воров»                                      | | Band of Thieves | 1962 | Оператор                          |
| 40 | «Доктор Криппен»                                   | | Dr. Crippen | 1962 | Оператор                          |
| 41 | «Лоуренс Аравийский»                               | | Lawrence of Arabia | 1962 | Кинооператор                      |
| 42 | «Информация получена»                              | | Information Received | 1961 | Оператор                          |
| 43 | Ghost Squad                                        | | Ghost Squad | 1961 | Оператор                          |
| 44 | «Гроб кровавого доктора»                           | | Doctor Blood’s Coffin | 1961 | Кинооператор                      |
| 45 | «Джазовый теплоход»                                | | Jazz Boat | 1960 | Оператор                          |
| 46 | «На закате дня»                                    | | The Sundowners | 1960 | Кинооператор                      |
| 47 | «Судебные процессы Оскара Уайльда»                 | | The Trials of Oscar Wilde (также в прокате: The Green Carnation, The Man with the Green Carnation, The Trial of Oscar Wilde) | 1960 | Кинооператор                      |
| 48 | «Величайшее приключение Тарзана»                   | | Tarzan’s Greatest Adventure                                                                                                  | 1959 | Кинооператор                      |
| 49 | «Ребенок и убийца»                                 | | The Child and the Killer (в прокате Австралии: The Man in the Shadows)                                                       | 1959 | Кинооператор                      |
| 50 | Great Van Robbery                                  | | Great Van Robbery | 1959 | Кинооператор                      |
| 51 | Passport to Shame                                  | | Passport to Shame (в прокате США: Room 43, The Girl in Room 43)                                                              | 1958 | Кинооператор                      |
| 52 | Pacific Destiny                                    | | Pacific Destiny | 1956 | Кинооператор, недостоверно        |
| 53 | Bhowani Junction                                   | | Bhowani Junction | 1956 | Кинооператор, недостоверно        |
| 54 | John Wesley                                        | | John Wesley | 1954 | Кинооператор, недостоверно        |
| 55 | Cosh Boy                                           | | Cosh Boy (в прокате США: The Slasher, The Tough Guy)                                                                         | 1952 | Кинооператор, недостоверно        |
| 56 | Calling Bulldog Drummond                           | | Calling Bulldog Drummond | 1951 | Кинооператор, недостоверно        |

### Актёр, играет сам себя
- 2008 — /The Making of Casino Royale, (ТV)
- 2006 — /Love Scenes, (TV)
- 2005 — /Artworks Scotland (интервью)
- 2005 — /The Wonderful World of Roald Dahl, (TV)
- 2004 — /X-Rated
- 2004 — /1st Annual Directors Guild of Great Britain DGGB Awards
- 2003 — /Watching the Alien
- 2003 — /Big Screen Britain
- 2000 — /Legends, (TV)
- 1998 — /Donald Cammell: The Ultimate Performance
- 1998 — /Musik im Spiegel der Gefühle, (TV)

Основной вариант перевода фильма на русский язык указан по источнику: .
Полная фильмография, оригинал названия фильма на английском языке и год выпуска фильма соответствуют источнику: Internet Movie Database.

## Номинации
Номинации и награды